# Vince Carter
Vincent Lamar Carter, detto Vince (Daytona Beach, 26 gennaio 1977), è un ex cestista statunitense.
Atleticamente predominante, è considerato da molti ex-giocatori, come il centro Shaquille O'Neal, il miglior schiacciatore della storia, oltre ad essere uno dei più amati dal pubblico sin da quando giocava nei Toronto Raptors. Ha vinto la gara delle schiacciate all'NBA All-Star Weekend 2000, oggi considerato da molti come il più bello di tutti i tempi insieme a quello del 2016.

## Biografia
È cugino di terzo grado di un'altra stella della pallacanestro statunitense, Tracy McGrady.
Suo zio Oliver Lee giocava a pallacanestro a Marquette e gli ha trasmesso la passione per la palla a spicchi quando Carter era piccolo.

## Caratteristiche tecniche
La sua abilità nelle schiacciate gli vale i soprannomi Air Canada (in risposta a Air Jordan) e Vinsanity (gioco di parole tra il suo nome e la parola insanity, con riferimento all'entusiasmo che provoca nei tifosi); Shaquille O'Neal lo chiamerà invece scherzosamente Half man, half amazing ("metà uomo, metà meraviglia"). A 11 anni si era già guadagnato il soprannome UFO per come e quanto saltava. Si è ispirato a Julius Erving, grande ex giocatore oltre che schiacciatore. Carter è anche un ottimo tiratore sia da 2 che da 3 punti.

## Carriera

### High school e college
La carriera di Vince ha inizio alla Mainland High School, venendo subito notato dai maggiori college per le sue doti atletiche. La schiacciata diventa il pezzo forte del suo repertorio, permettendogli di conquistare la simpatia di migliaia di tifosi e al tempo stesso di attirare l'interesse di numerose squadre NBA.
Ha frequentato la University of North Carolina per tre anni, prima di dichiararsi eleggibile per il successivo draft.

### NBA

#### Toronto Raptors
Carter arriva in NBA con la quinta scelta al draft NBA 1998, chiamato dai Golden State Warriors che però lo girano immediatamente ai Toronto Raptors in cambio dell'amico ed ex compagno di squadra Antawn Jamison (chiamato appena prima di lui, con la scelta numero quattro). Quella stagione NBA prese il via solo nel gennaio 1999, a causa della serrata tra giocatori e proprietari. A fine stagione viene nominato rookie dell'anno dopo aver realizzato 18,3 punti di media. Nel 1999-2000 viene scelto per partecipare all'All-Star Game per la prima volta, ottenendo il record di voti ricevuti dal pubblico. Da lì in poi, verrà chiamato a partecipare ininterrottamente ogni anno fino al 2007 (risultando essere il più votato dai tifosi nel 2001, nel 2002 e nel 2004), anche se nel 2002 non parteciperà a causa di un infortunio.

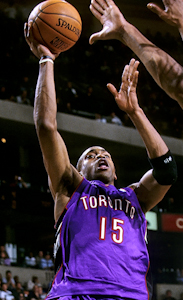
Carter a Toronto

Nel 2000 vince lo Slam Dunk Contest dell'All-Star Game. La sua partecipazione è stata definita come "la resurrezione della gara delle schiacciate". Nello stesso anno segna il suo massimo di punti in carriera in data 27 febbraio 2000, quando mettendone a referto 51 contro i Phoenix Suns, diventando il primo giocatore a realizzare quel punteggio con la maglia dei Toronto Raptors, fino a quando Terrence Ross lo ha eguagliato il 25 gennaio 2014, punteggio rimasto record di franchigia per quasi 18 anni finché DeMar DeRozan non lo ha superato segnando 52 punti il 1º gennaio 2018.
L'anno successivo è stato determinante nel condurre Toronto alla sua prima partecipazione ai playoffs, anche grazie alla sua media di 27,6 punti a partita. La squadra arriverà fino a gara7 (persa di un punto) delle semifinali della Eastern Conference. Cominciano però i problemi alle ginocchia che gli faranno saltare 61 partite nelle due stagioni successive. Chiude il 2002 con 24,7 punti a partita, e il 2003 con 20,6. Nella stagione 2003-04 Carter segna di media 22,5 punti, prende 4,8 rimbalzi e 4,8 assist. In questo periodo i Raptors si qualificano sempre per i play-off, ma non raggiungono in nessuna occasione le finali di Conference.
Nel frattempo Carter era in rotta con il presidente e con alcuni dirigenti dei Raptors, anche per via di promesse riguardanti l'arrivo di alcuni giocatori le quali non sarebbero state mantenute.

#### New Jersey Nets

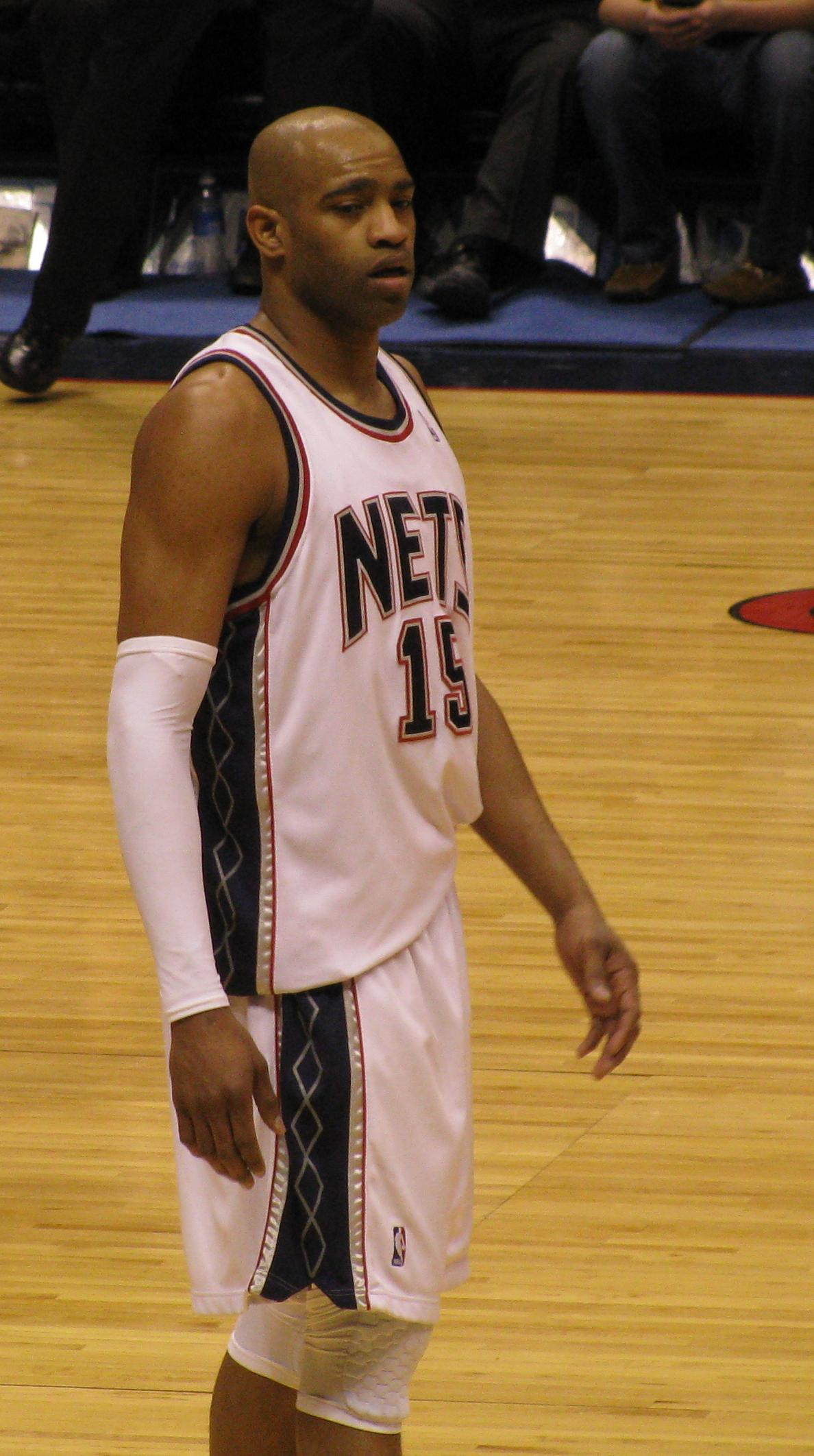
Carter ai Nets

Nel dicembre del 2004 i Raptors lo cedono ai New Jersey Nets nel corso di un complesso scambio di giocatori tra le due franchigie. Pochi mesi prima la squadra canadese aveva licenziato il general manager Glen Grunwald e l'intero staff tecnico a seguito del mancato raggiungimento dei play-off.
Rivitalizzato dal nuovo ambiente, mostra di nuovo il meglio del suo repertorio trascinando i Nets ai play-off (finendo però la corsa già al primo turno contro Miami) dopo aver concluso la stagione 2004-2005 con un'autentica rimonta e mettendo insieme un totale di 24,5 punti, 5,2 rimbalzi e 4,2 assist a partita.
Ai Nets è poi riuscito a raggiungere nuovamente quota 51, in data 23 dicembre 2005 a Miami contro gli Heat, segnando 37 di questi nel secondo tempo della gara.

#### Orlando Magic

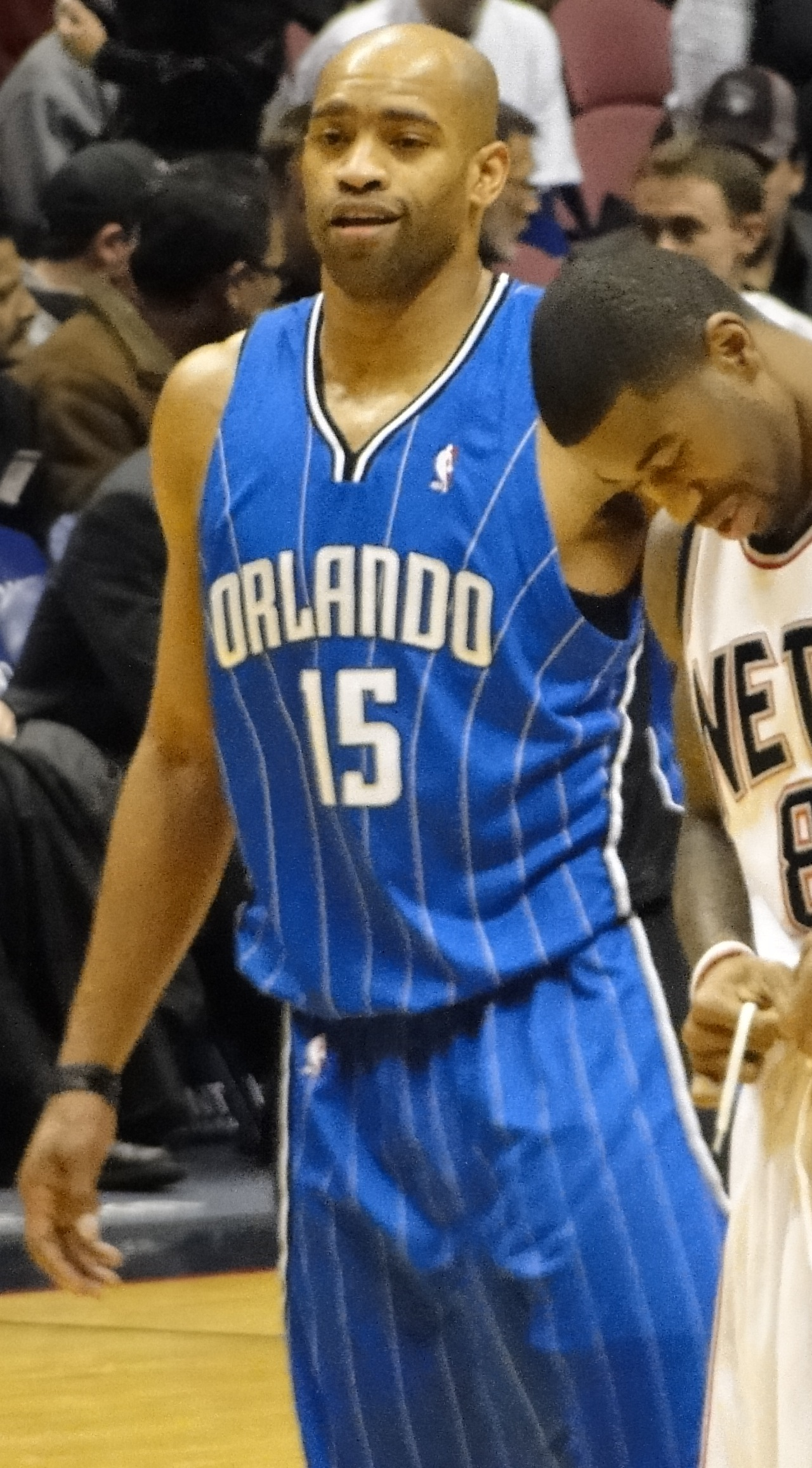
Carter con la canotta degli Orlando Magic

Nel giugno del 2009, insieme a Ryan Anderson, si trasferisce agli Orlando Magic in cambio di Rafer Alston, Courtney Lee e Tony Battie. Conclude la prima stagione giocando 75 partite con una media di 16,6 punti, 3,9 rimbalzi e 3,1 assist. La stagione successiva gioca solamente 22 partite a causa dello scambio con i Suns; in questo periodo registra 15,1 punti, 4,1 rimbalzi e 2,9 assist di media.

#### Phoenix Suns

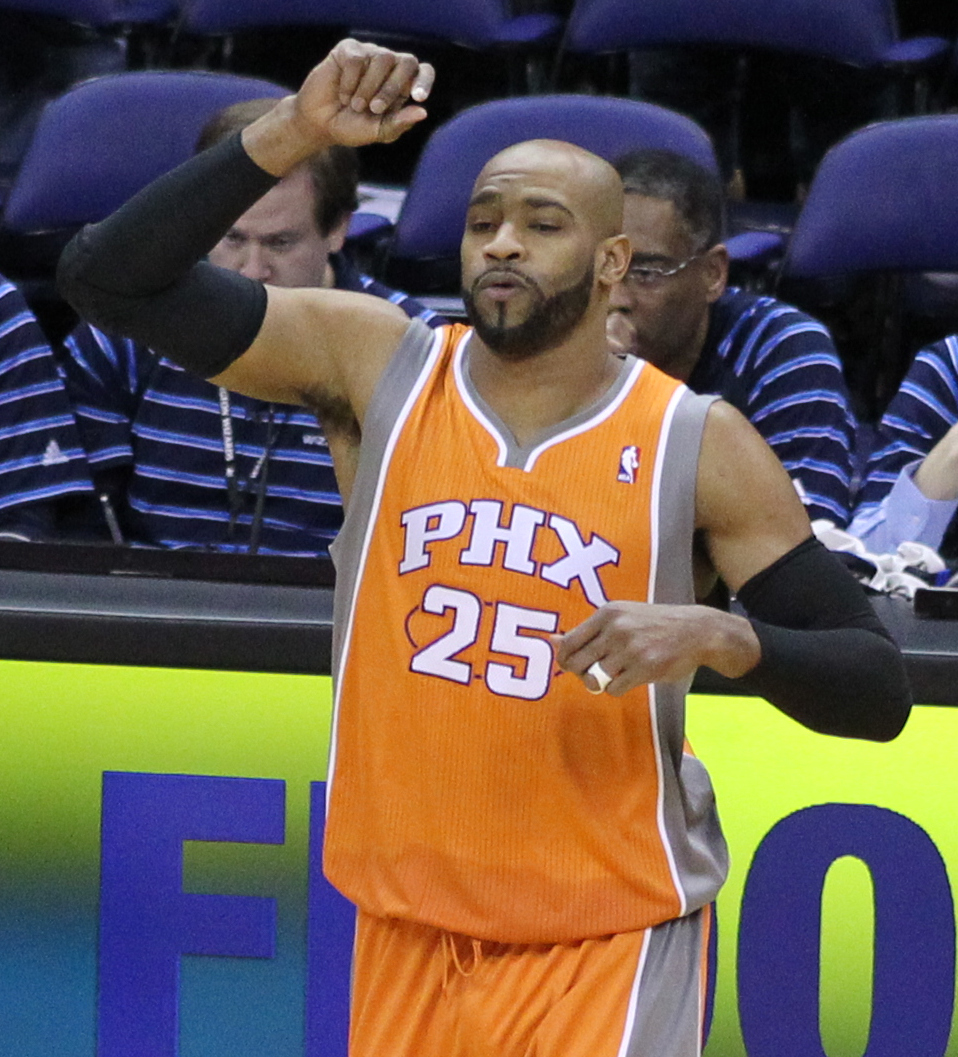
Vince Carter con la canotta dei Phoenix Suns

Nel dicembre 2010 viene ceduto, insieme a Mickaël Piétrus e Marcin Gortat, ai Phoenix Suns in cambio di Hidayet Türkoğlu, Jason Richardson ed Earl Clark.
Il 10 dicembre 2011 viene tagliato da Phoenix.

#### Dallas Mavericks

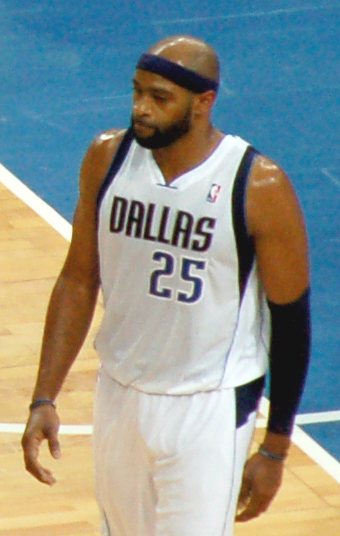
Carter ai Dallas Mavericks

Pochi giorni dopo essere stato tagliato dai Suns firma con i Dallas Mavericks. Nella formazione allenata da Rick Carlisle si ritaglia un ruolo da sesto uomo, mettendo la sua esperienza e le sue doti balistiche al servizio della squadra partendo dalla panchina.
A 37 anni, il 26 aprile 2014, un suo buzzer-beater da tre punti permette ai Mavericks di vincere gara-3 dei play-off contro i rivali texani dei San Antonio Spurs. Tuttavia a spuntarla furono proprio gli Spurs futuri vincitori dell'anello che vinsero la serie per 4-3.

#### Memphis Grizzlies
Il 12 luglio 2014 firma un contratto triennale a 12,2 milioni di dollari con i Memphis Grizzlies.
Il 30 marzo 2017, con i suoi 21 punti messi a segno nella vittoria dei suoi Memphis Grizzlies sugli Indiana Pacers, ha stabilito un nuovo record: nessuno aveva mai segnato 20 o più punti a 40 anni e 62 giorni d'età. Si è portato a 24 511 punti segnati in carriera, diventando il ventiduesimo marcatore di sempre nella storia NBA.

#### Sacramento Kings, Atlanta Hawks e ritiro

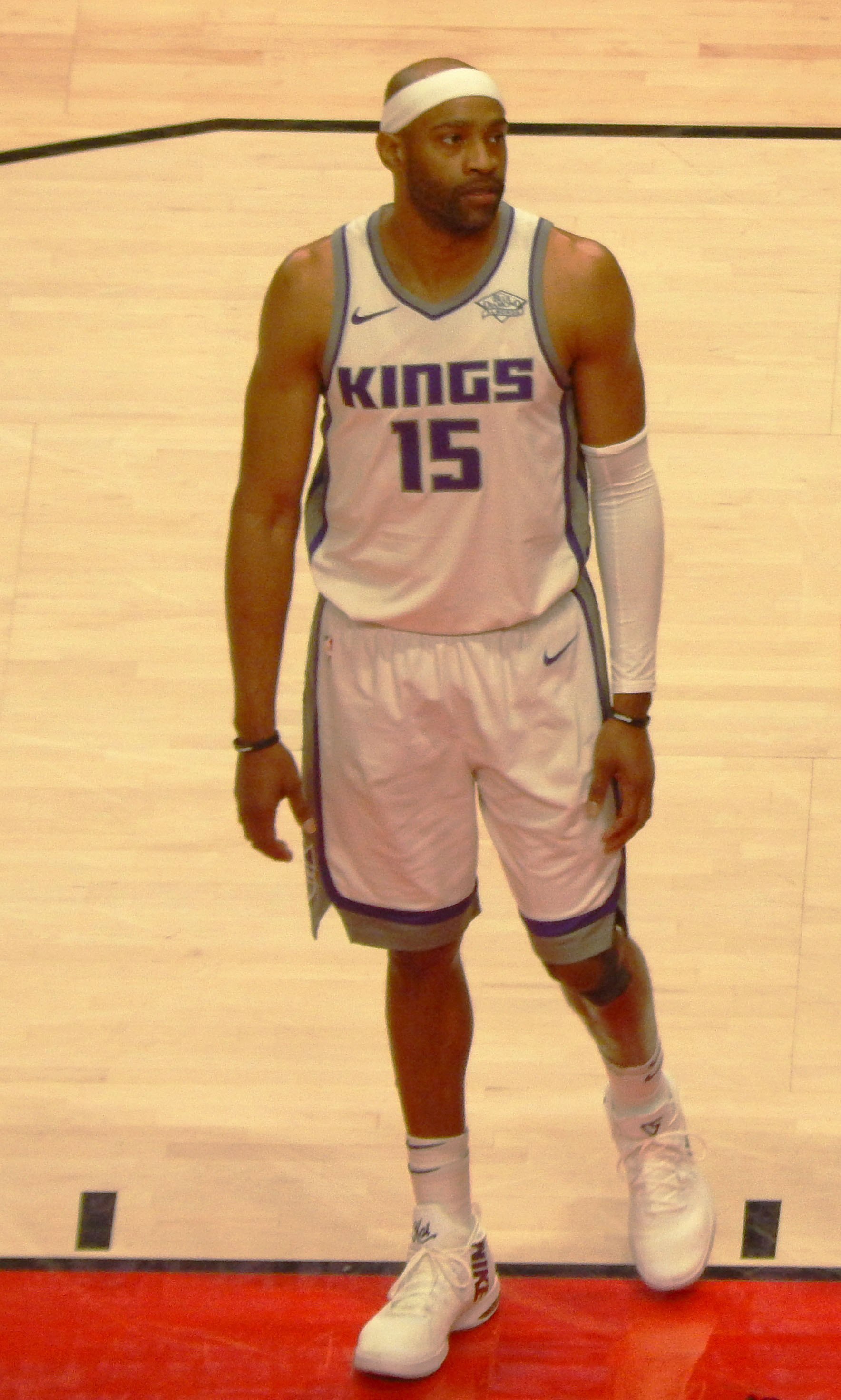
Carter ai Sacramento Kings

L'11 luglio 2017 Carter si trasferì da free agent ai Sacramento Kings.
Il 26 luglio 2018, all'età di 41 anni, firmò con gli Atlanta Hawks. Il 7 marzo 2019, nonostante fosse ormai 42enne ha annunciato di voler continuare a giocare.
Il 6 giugno annuncia che la stagione 2019-20 sarà anche l'ultima della sua carriera. Diventa così l'unico giocatore ad aver calcato il parquet NBA in quattro decenni differenti, oltre che l'unico ad avere giocato per 22 stagioni consecutive in NBA. Il 6 agosto rifirma con gli Hawks per un'altra stagione. Il 5 gennaio 2020, scendendo in campo nella vittoria per 116-111 contro gli Indiana Pacers, diventa il primo nella storia della lega ad aver giocato in quattro decenni diverse (anni 1990, 2000, 2010 e 2020).
Il 25 giugno 2020 annuncia il ritiro nel suo podcast Wingin It.

### Nazionale
Nel 2000 gioca nel Dream Team, vincendo le Olimpiadi. In questa occasione, nella partita contro la Francia del girone di qualificazione disputata il 25 settembre 2000 e vinta dalla nazionale USA 106-94, compie uno straordinario gesto atletico: dopo aver recuperato palla fuori dalla linea dei 3 punti, si fionda verso il canestro e staccando dal limite dell'area dei tre secondi scavalca a gambe divaricate il pivot francese Frédéric Weis di 218 cm, sorvolandolo ed andando a schiacciare con ferocia inaudita. Jason Kidd, altro giocatore della nazionale statunitense, a fine partita la indicherà come "una delle più grandi giocate che io abbia mai visto". La schiacciata passerà alla storia come "le dunk de la mort" ("la schiacciata della morte"), come titolarono i giornali francesi.
Inizialmente Carter non era stato selezionato tra i dodici olimpionici di Sydney: fu infatti convocato solo dopo la rinuncia per infortunio di Tom Gugliotta. Alla fine del torneo ha vinto la medaglia d'oro e ha tenuto di media 14,8 punti.
Dopo avere rimpiazzato Kobe Bryant, ha poi partecipato (indossando anche la maglia numero 8 che avrebbe indossato Bryant) ai campionati americani 2003 vincendo nuovamente l'oro.

## Statistiche
| * | Primo nella lega |

### NCAA
| Anno      | Squadra             | PG  | PT  | MP   | TC%  | 3P%  | TL%  | RP  | AP  | PRP | SP  | PP   |
| --------- | ------------------- | --- | --- | ---- | ---- | ---- | ---- | --- | --- | --- | --- | ---- |
| 1995-1996 | N. Carol. Tar Heels | 31  | 19  | 17,9 | 49,2 | 34,5 | 68,9 | 3,8 | 1,3 | 0,6 | 0,6 | 7,5  |
| 1996-1997 | N. Carol. Tar Heels | 34  | 34  | 27,6 | 52,5 | 33,6 | 75,0 | 4,5 | 2,4 | 1,4 | 0,8 | 13,0 |
| 1997-1998 | N. Carol. Tar Heels | 38  | 38  | 31,2 | 59,1 | 41,1 | 68,0 | 5,1 | 1,9 | 1,2 | 0,9 | 15,6 |
| Carriera  | Carriera            | 101 | 101 | 30,8 | 54,0 | 44,7 | 74,8 | 5,0 | 1,8 | 1,7 | 0,7 | 17,7 |

### NBA

#### Regular season
| Anno      | Squadra           | PG   | PT  | MP   | TC%  | 3P%  | TL%  | RP  | AP  | PRP | SP  | PP   |
| --------- | ----------------- | ---- | --- | ---- | ---- | ---- | ---- | --- | --- | --- | --- | ---- |
| 1998-1999 | Toronto Raptors   | 50   | 49  | 35,2 | 45,0 | 28,8 | 76,1 | 5,7 | 3,0 | 1,1 | 1,5 | 18,3 |
| 1999-2000 | Toronto Raptors   | 82   | 82  | 38,1 | 46,5 | 40,3 | 79,1 | 5,8 | 3,9 | 1,3 | 1,1 | 25,7 |
| 2000-2001 | Toronto Raptors   | 75   | 75  | 36,7 | 46,0 | 40,8 | 76,5 | 5,5 | 3,9 | 1,5 | 1,1 | 27,6 |
| 2001-2002 | Toronto Raptors   | 60   | 60  | 39,8 | 42,8 | 38,7 | 79,8 | 5,2 | 4,0 | 1,6 | 0,7 | 24,7 |
| 2002-2003 | Toronto Raptors   | 43   | 42  | 34,2 | 46,7 | 34,4 | 80,6 | 4,4 | 3,3 | 1,1 | 1,0 | 20,6 |
| 2003-2004 | Toronto Raptors   | 73   | 73  | 38,2 | 41,7 | 38,3 | 80,6 | 4,8 | 4,8 | 1,2 | 0,9 | 22,5 |
| 2004-2005 | Toronto Raptors   | 20   | 20  | 30,4 | 41,1 | 32,2 | 69,4 | 3,3 | 3,1 | 1,3 | 0,8 | 15,9 |
| 2004-2005 | N.J. Nets         | 57   | 56  | 38,9 | 46,2 | 42,5 | 81,7 | 5,9 | 4,7 | 1,5 | 0,6 | 27,5 |
| 2005-2006 | N.J. Nets         | 79   | 79  | 36,8 | 43,0 | 34,1 | 79,9 | 5,8 | 4,3 | 1,2 | 0,7 | 24,2 |
| 2006-2007 | N.J. Nets         | 82   | 82  | 38,1 | 45,4 | 35,7 | 80,2 | 6,0 | 4,8 | 1,0 | 0,4 | 25,2 |
| 2007-2008 | N.J. Nets         | 76   | 72  | 38,9 | 45,6 | 35,9 | 81,6 | 6,0 | 5,1 | 1,2 | 0,4 | 21,3 |
| 2008-2009 | N.J. Nets         | 80   | 80  | 36,8 | 43,7 | 38,5 | 81,7 | 5,1 | 4,7 | 0,7 | 0,2 | 20,8 |
| 2009-2010 | Orlando Magic     | 75   | 74  | 30,8 | 42,8 | 36,7 | 84,0 | 3,9 | 3,1 | 0,7 | 0,7 | 16,6 |
| 2010-2011 | Orlando Magic     | 22   | 22  | 30,2 | 47,0 | 34,6 | 74,7 | 4,1 | 2,9 | 0,9 | 0,1 | 15,1 |
| 2010-2011 | Phoenix Suns      | 51   | 41  | 27,2 | 42,2 | 36,6 | 73,5 | 3,6 | 1,3 | 0,9 | 0,3 | 13,5 |
| 2011-2012 | Dallas Mavericks  | 61   | 40  | 25,3 | 41,1 | 36,1 | 82,6 | 3,4 | 2,3 | 0,9 | 0,4 | 10,1 |
| 2012-2013 | Dallas Mavericks  | 81   | 3   | 25,8 | 43,5 | 40,6 | 81,6 | 4,1 | 2,4 | 0,9 | 0,5 | 13,4 |
| 2013-2014 | Dallas Mavericks  | 81   | 0   | 24,4 | 40,7 | 39,4 | 82,1 | 3,5 | 2,6 | 0,8 | 0,4 | 11,9 |
| 2014-2015 | Memphis Grizzlies | 66   | 1   | 16,5 | 33,3 | 29,7 | 78,9 | 2,0 | 1,2 | 0,7 | 0,2 | 5,8  |
| 2015-2016 | Memphis Grizzlies | 60   | 3   | 16,8 | 38,8 | 34,9 | 83,3 | 2,4 | 0,9 | 0,6 | 0,3 | 6,6  |
| 2016-2017 | Memphis Grizzlies | 73   | 15  | 24,6 | 39,4 | 37,8 | 76,5 | 3,1 | 1,8 | 0,8 | 0,5 | 8,0  |
| 2017-2018 | Sacramento Kings  | 58   | 5   | 17,7 | 40,3 | 34,5 | 75,7 | 2,6 | 1,2 | 0,7 | 0,4 | 5,4  |
| 2018-2019 | Atlanta Hawks     | 76   | 9   | 17,5 | 41,9 | 38,9 | 71,2 | 2,6 | 1,1 | 0,6 | 0,4 | 7,4  |
| 2019-2020 | Atlanta Hawks     | 60   | 0   | 14,6 | 35,2 | 30,2 | 79,3 | 2,1 | 0,8 | 0,4 | 0,4 | 5,0  |
| Carriera  | Carriera          | 1541 | 983 | 30,1 | 43,5 | 37,1 | 79,8 | 4,3 | 3,1 | 1,0 | 0,6 | 16,7 |
| All-Star  | All-Star          | 7    | 5   | 18,0 | 47,7 | 37,5 | 60,0 | 2,6 | 1,9 | 0,9 | 0,1 | 10,1 |

#### Play-off
| Anno     | Squadra           | PG | PT | MP   | TC%  | 3P%   | TL%  | RP  | AP  | PRP | SP  | PP   |
| -------- | ----------------- | -- | -- | ---- | ---- | ----- | ---- | --- | --- | --- | --- | ---- |
| 2000     | Toronto Raptors   | 3  | 3  | 39,7 | 30,0 | 10,0  | 87,1 | 6,0 | 6,3 | 1,0 | 1,3 | 19,3 |
| 2001     | Toronto Raptors   | 12 | 12 | 44,9 | 43,6 | 41,0  | 78,4 | 6,5 | 4,7 | 1,7 | 1,7 | 27,3 |
| 2005     | N.J. Nets         | 4  | 4  | 44,8 | 36,5 | 31,6  | 86,1 | 8,5 | 5,8 | 2,3 | 0   | 26,8 |
| 2006     | N.J. Nets         | 11 | 11 | 40,9 | 46,3 | 24,1  | 79,6 | 7,0 | 5,3 | 1,8 | 0,5 | 29,6 |
| 2007     | N.J. Nets         | 12 | 12 | 40,6 | 39,6 | 38,9  | 69,3 | 6,8 | 5,3 | 0,9 | 0,6 | 22,3 |
| 2012     | Dallas Mavericks  | 4  | 0  | 26,8 | 29,3 | 30,0  | 75,0 | 5,5 | 0,3 | 1,2 | 0,5 | 8,3  |
| 2014     | Dallas Mavericks  | 7  | 0  | 27,1 | 45,6 | 48,4  | 78,6 | 3,6 | 2,4 | 0,4 | 0,3 | 12,6 |
| 2015     | Memphis Grizzlies | 11 | 0  | 17,8 | 40,3 | 25,0  | 88,9 | 4,3 | 1,0 | 0,6 | 0,2 | 6,3  |
| 2016     | Memphis Grizzlies | 4  | 4  | 22,8 | 45,5 | 70,0* | 100  | 3,8 | 1,3 | 0,5 | 0,3 | 11,3 |
| 2017     | Memphis Grizzlies | 6  | 6  | 32,5 | 47,6 | 40,0  | 100  | 3,3 | 1,5 | 0,3 | 0   | 9,2  |
| Carriera | Carriera          | 88 | 66 | 34,5 | 41,6 | 33,8  | 79,6 | 5,4 | 3,4 | 1,1 | 0,5 | 18,1 |

#### Massimi in carriera
- Massimo di punti: 51 (2 volte)[46]
- Massimo di rimbalzi: 16 vs. Washington Wizards (7 aprile 2007)
- Massimo di assist: 14 vs Milwaukee Bucks (9 gennaio 2009)
- Massimo di palle rubate: 6 (6 volte)
- Massimo di stoppate: 6 vs Chicago Bulls (28 marzo 1999)
- Massimo di minuti giocati: 63 vs Sacramento Kings (23 febbraio 2001)

## Palmarès
- Rookie dell'anno: 1999
- Slam Dunk Contest: 2000
- McDonald's All-American: 1995
- Convocazioni all'All-Star Game: 8

2000, 2001, 2002, 2003, 2004, 2005, 2006, 2007
- All-NBA Team: 2

2000: Third Team
2001: Second Team
- Venticinquesimo miglior marcatore di sempre sommando ABA e NBA
- Ventiduesimo miglior marcatore di sempre NBA
- Quarantottesimo miglior giocatore per palle rubate di sempre NBA
- Maggior numero di stagioni giocate di sempre in NBA (22) (record condiviso con Lebron James)
- Quarto giocatore con il maggior numero di partite giocate nella storia dell'NBA (1.541)
- Inserito nella Naismith Memorial Basketball Hall of Fame nel 2024

### Nazionale
- Olimpiadi di Sydney 2000: medaglia d'oro
- Campionato americano maschile di pallacanestro 2003: medaglia d'oro

## Influenza culturale

### Musica
- Viene citato nella canzone Vince Carter dei Barflies
- Viene citato nella canzone The Box di Roddy Ricch
- Viene citato nella canzone Slam Harder degli Onyx.[47][48]
- Viene citato nella canzone Chum del rapper Earl Sweatshirt.[49]
- Viene citato nella canzone Basketball del rapper Bow Wow.[50]
- Viene citato nella canzone We Love This Game di Ghemon, Mad Buddy, Kiave e Johnny Marsiglia.[51]
- Viene citato nella canzone Nostalgia II di Gemello.[52]
- Viene citato nella canzone Weston Road Flows di Drake.[53]

### Cinema
- Appare nel film Il sogno di Calvin (Like Mike) dove gioca una partita contro i protagonisti del film.[54]

## Opere
- Vince Carter e Greg Brown, Vince Carter: Choose Your Course, ed. illustrata, Positively for Kids, 2004, ISBN 978-09-63-46502-3.